# La nueva y la ex
«La nueva y la ex» es el segundo sencillo del álbum King Daddy del cantante puertorriqueño Daddy Yankee. El estreno del sencillo se dio el 18 de octubre de 2013, junto con el lanzamiento oficial del álbum. El 6 de febrero de 2014 fue publicado el video oficial en el canal VEVO del artista. La canción tiene una particularidad: el estilo es similar al utilizado en la vieja escuela del reguetón, utilizando cierto tipo de Dembow, además del uso de la guitarra durante toda la canción y de la trompeta en el estribillo.

## Producción y composición
«La nueva y la ex» fue grabada en el 2013, durante las tres semanas que tomó realizar todo el álbum. Fue escrita completamente por Daddy Yankee y fue producida por Los De La Nazza. En la canción, el intérprete habla sobre una pelea entre su pareja actual y su ex, aunque favorece en todo sentido a su pareja, ya que su ex es todo lo contrario a lo que a él le gusta. Además del uso del teclado electrónico para realizar algunos efectos en la pista, también se utiliza la guitarra, que acompaña durante todo el tema, mientras que la trompeta solo aparece en cada estribillo. La canción fue muy bien recibida por parte de los seguidores, debido a que retomó el estilo del reguetón antiguo.

## Video musical
El video musical de «La nueva y la ex» fue filmado a finales del 2013 y finalmente publicado el 6 de febrero de 2014. El video muestra como dos mujeres (representadas como la nueva y la ex) juegan a la ruleta rusa en un bar para quedarse con el intérprete, quien las observa de incógnito en la barra de tragos. En algunas escenas se puede apreciar un sistema de espejos, donde cada uno de ellos se posiciones de manera que solo pueda reflejarse el artista. En otras escenas se hace lo mismo pero para que sea vea el reflejo de las modelos. Después de varios turnos, la nueva tira del gatillo en el quinto turno, siendo así que el sexto intento sería efectuado. La nueva apunta a la ex, puesto que perdería de una u otra forma. Mientras, se revela que el artista tenía una tercera mujer, con la que se va del lugar en su auto, finalizado así el video. Actualmente, el video musical de la canción tiene un total de ciento treinta millones de reproducciones.

## Créditos y personal
- Daddy Yankee: Voz — Autor — Composición
- Los De La Nazza: Producción — Teclado electrónico — Guitarra eléctrica — Trompeta
- Benjamín Reyes: Composición adicional

## Posicionamiento en las listas
| País           | Lista                                 | Mejor posición |
| -------------- | ------------------------------------- | -------------- |
| Estados Unidos | Allmusic Hit Latin Songs              | 9              |
| Estados Unidos | Allmusic Latin Pop Airplay            | 3              |
| Estados Unidos | Allmusic Tropical/Salsa               | 2              |
| Estados Unidos | Billboard Latin Airplay               | 1              |
| Estados Unidos | Billboard Latin Pop Songs             | 5              |
| Estados Unidos | Billboard Latin Digital Songs         | 20             |
| Estados Unidos | Billboard Hot Latin Songs             | 12             |
| Estados Unidos | Billboard Latin Rhythm Airplay        | 1              |
| Estados Unidos | Billboard Tropical Songs              | 2              |
| México         | Billboard en Español Latin Pop Songs  | 5              |
| México         | Billboard en Español Tropical Airplay | 3              |